# Jim Leyland
Pour les articles homonymes, voir Leyland.
James Richard Leyland (né le 15 décembre 1944 à Perrysburg (Ohio, États-Unis) est un ancien manager de la Ligue majeure de baseball qui dirige les Pirates de Pittsburgh de 1986 à 1996, les Marlins de la Floride en 1997 et 1998, les Rockies du Colorado en 1999, puis les Tigers de Détroit de 2006 à 2013.
Gagnant de 1 769 victoires en saison régulière, Jim Leyland a remporté 3 fois le prix du manager de l'année, deux fois en Ligue nationale (1990 et 1992) avec les Pirates, puis dans la Ligue américaine avec les Tigers en 2006. Il dirige Pittsburgh vers deux titres de division, mène les Marlins à la victoire en Série mondiale 1997, et connaît le succès à Détroit avec trois titres de division consécutifs et deux championnats de la Ligue américaine.

## Carrière

### Joueur
Jim Leyland est recruté par l'organisation des Tigers de Détroit en septembre 1963. Il passe cinq saisons au poste de receveur en Ligues mineures (1964-1969).

### Manager
Leyland commence sa carrière d'entraîneur en 1970 en prenant un poste d'instructeur dans la formation de Ligues mineures des Montgomery Rebels. Il obtient son premier poste de manager chez les Bristol Tigers en 1971.

#### Pirates de Pittsburgh
Il devient en 1986 manager des Pittsburgh Pirates ; c'est son premier poste de manager en Ligue majeure. Il mène les Pirates à trois championnats de division consécutifs en 1990, 1991 et 1992, mais l'équipe ne se rend jamais jusqu'en finale. Il est le dernier gérant des Pirates à mener l'équipe en séries éliminatoires ou même à une saison gagnante jusqu'à ce que Clint Hurdle fasse de nouveau des Pirates une formation victorieuse en 2013.
Leyland est élu manager de l'année dans la Ligue nationale en 1990 et 1992. Il quitte ses fonctions après la saison 1996, après 11 années à la barre des Pirates. Sous sa direction, l'équipe a gagné 851 parties, contre 863 défaites, pour un pourcentage de victoires de 49,6 en 1716 matchs. Il est troisième pour les victoires et les matchs dirigés comme manager dans l'histoire de la franchise des Pirates, derrière Fred Clarke et Danny Murtaugh.

#### Marlins de la Floride
Leyland dirige les Marlins de la Floride durant deux saisons. Il est le quatrième homme à diriger l'équipe, alors à sa cinquième saison d'existence. À la première année de la courte ère Leyland à Miami, l'équipe se qualifie pour les séries éliminatoires comme meilleurs deuxièmes de la Ligue nationale avec 92 victoires en saison régulière et remporte la Série mondiale 1997, une première dans l'histoire de cette jeune franchise. Après ce triomphe, la direction de l'équipe procède à une vente de feu qui laisse à Leyland un club complètement différent de celui qu'il avait eu à diriger la saison précédente. Avec une horrible saison 1998 de 108 défaites, les Marlins terminent bons derniers et Leyland quitte la franchise pour aller diriger les Rockies du Colorado.
En 324 matchs à la barre des Marlins, le club gagne 146 parties contre 178 défaites pour un pourcentage de victoires de ,451.

#### Rockies du Colorado
Il dirige les Rockies pour une seule saison, en 1999. Avec 72 victoires et 90 défaites, l'équipe termine en dernière place de la division Ouest de la Ligue nationale. Il décide de prendre sa retraite après cette unique saison, difficile pour lui, mais revient sur sa décision quelques années après.

#### Tigers de Détroit

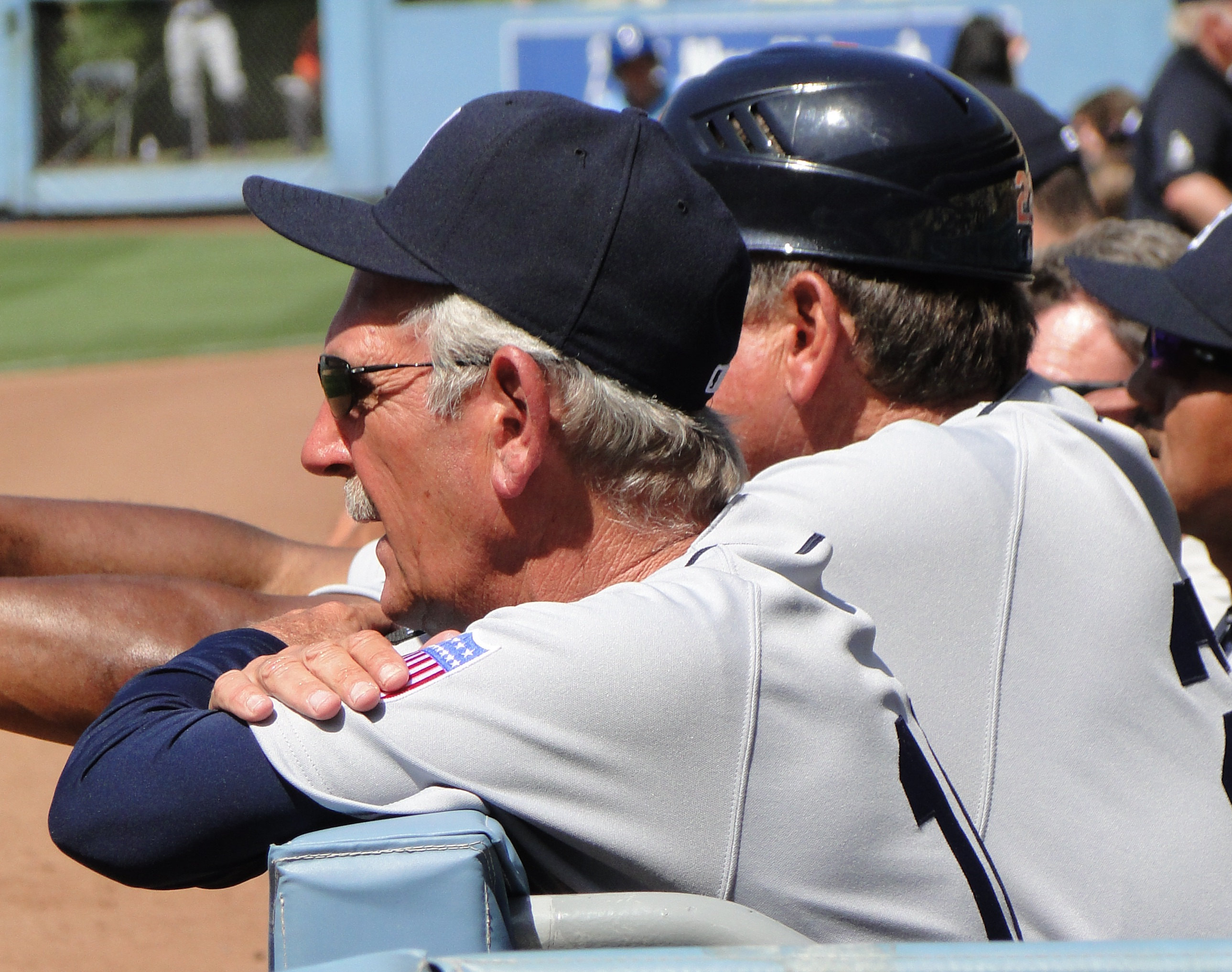
Jim Leyland dans l'abri des Tigers.

Après une saison de 95 victoires en 2006, les Tigers de Détroit terminent un seul match derrière les champions de division, les Twins du Minnesota. Mais Leyland mène néanmoins l'équipe à la Série mondiale 2006. Ses joueurs s'inclinent devant les Cardinals de Saint-Louis. Leyland reçoit pour la troisième fois de sa carrière le titre de gérant de l'année, une première pour lui dans la Ligue américaine de baseball. Leyland offre aux partisans des Tigers une première saison gagnante depuis 1993, et ce trois ans après une historique saison 2003 où le club avait perdu 119 matchs, un record en Ligue américaine.
Avec une fiche victoires-défaites de 88-74 en 2007, les Tigers se classent deuxième dans la section Centrale de la Ligue américaine mais ratent les éliminatoires.
2008 voit le club glisser au dernier rang avec une fiche de 74-88.
En 2009, les Tigers laissent filer une avance qui paraissait pourtant confortable en tête de la division Centrale de la Ligue américaine, et perdent face aux Twins du Minnesota un match-suicide qui confère à ces derniers le titre de section.
En 2010, les Tigers gagnent la moitié de leurs matchs (81-81) et terminent au troisième rang de leur division. 
En 2011, il mène les Tigers à un premier championnat de division depuis 1987 et à une nouvelle participation aux séries éliminatoires. C'est la quatrième fois qu'une équipe dirigée par Leyland termine première de sa division, et la dernière fois depuis le titre de section remporté par Pittsburgh en 1992. Les Tigers alignent trois championnats consécutifs de la division Centrale avec des saisons de 95, 88 et 93 victoires en 2011, 2012 et 2013, respectivement. La franchise gagne deux titres de division de suite depuis les années 1930 et trois de suite pour la toute première fois. Après avoir perdu la Série de championnat 2011 devant les Rangers du Texas, les Tigers remportent en 2012 le titre de la Ligue américaine pour la seconde fois en 6 ans mais s'inclinent en Série mondiale 2012 devant les Giants de San Francisco. En 2013, le club atteint une fois de plus Série de championnat de la Ligue américaine et affronte les Red Sox de Boston. Ils sont cependant battus en 6 parties par les Red Sox.
Le 21 octobre 2013, deux jours après l'élimination de son équipe, Leyland annonce qu'il quitte son poste de gérant des Tigers et prend à l'âge de 68 ans sa retraite de gérant, tout en gardant la porte ouverte pour un travail dans un autre rôle avec un club de baseball. Leyland indique avoir informé son patron, Dave Dombrowski, de sa décision dès le 7 septembre, peu importe la conclusion de la saison des Tigers. En 8 années à Détroit, l'équipe a connu 6 saisons gagnantes, participé 4 fois aux séries éliminatoires, gagné 3 titres de division consécutifs et remporté à deux reprises (2006 et 2013) le titre de la Ligue américaine. Brad Ausmus prend la relève à la barre des Tigers pour la saison 2014.

## Bilan de manager
| Équipe | Année  | Saison régulière | Saison régulière | Saison régulière | Saison régulière |  | Séries éliminatoires | Séries éliminatoires | Séries éliminatoires | Séries éliminatoires           |
| Équipe | Année  | Vic.             | Déf.             | % Vic.           | Place            |  | Vic.                 | Déf.                 | % Vic.               | Résultats                      |
| PIT    | 1986   | 64               | 98               | 0,395            | 6e NL Est        |  | -                    | -                    | -                    |                                |
| PIT    | 1987   | 80               | 82               | 0,493            | 5e NL Est        |  | -                    | -                    | -                    |                                |
| PIT    | 1988   | 85               | 75               | 0,531            | 2e NL Est        |  | -                    | -                    | -                    |                                |
| PIT    | 1989   | 74               | 88               | 0,456            | 5e NL Est        |  | -                    | -                    | -                    |                                |
| PIT    | 1990   | 95               | 67               | 0,586            | 1e NL Est        |  | 2                    | 4                    | 0,333                |                                |
| PIT    | 1991   | 98               | 64               | 0,604            | 1e NL Est        |  | 3                    | 4                    | 0,428                |                                |
| PIT    | 1992   | 96               | 66               | 0,592            | 1e NL Est        |  | 3                    | 4                    | 0,428                |                                |
| PIT    | 1993   | 75               | 87               | 0,462            | 5e NL Est        |  | -                    | -                    | -                    |                                |
| PIT    | 1994   | 53               | 61               | 0,464            | 3e NL Centrale   |  | -                    | -                    | -                    |                                |
| PIT    | 1995   | 58               | 86               | 0,402            | 5e NL Centrale   |  | -                    | -                    | -                    |                                |
| PIT    | 1996   | 73               | 89               | 0,450            | 5e NL Centrale   |  | -                    | -                    | -                    |                                |
| FLA    | 1997   | 92               | 70               | 0,567            | 2e NL Est        |  | 11                   | 5                    | 0,687                | Vainqueur de la Série mondiale |
| FLA    | 1998   | 54               | 108              | 0,333            | 5e NL Est        |  | -                    | -                    | -                    |                                |
| COL    | 1999   | 72               | 90               | 0,444            | 5e NL Ouest      |  | -                    | -                    | -                    |                                |
| DET    | 2006   | 95               | 67               | 0,586            | 2e AL Centrale   |  | 8                    | 5                    | 0,615                | Finaliste de la Série mondiale |
| DET    | 2007   | 88               | 74               | 0,543            | 2e AL Centrale   |  | -                    | -                    | -                    |                                |
| DET    | 2008   | 74               | 88               | 0,457            | 5e AL Centrale   |  | -                    | -                    | -                    |                                |
| DET    | 2009   | 86               | 67               | 0,528            | 2e AL Centrale   |  | -                    | -                    | -                    |                                |
| DET    | 2010   | 81               | 81               | 0,500            | 3e AL Centrale   |  | -                    | -                    | -                    |                                |
| Totaux | Totaux | 1493             | 1518             | 0,496            |                  |  | 27                   | 22                   | 0,551                | 1 Série mondiale               |